# Северная группа армий (НАТО)
Северная группа армий (СГА) NATO (англ. Northern Army Group, NORTHAG) — оперативно-стратегическое объединение Объединённых вооружённых сил государств членов Организации Североатлантического договора (ОВС NATO), на Центрально-Европейском театре военных действий, существовавшее в 1952-93 годах.
Зона ответственности СГА — от рубежа Гёттинген (ФРГ) — Льеж (Бельгия) на юге до устья Эльбы и Нидерландов на севере. В составе имела управление, четыре армейских корпуса (Британский, Немецкий, Бельгийский, Голландский), а также Французский и Американский в резерве. Штаб-квартира — г. Рейндален (Мёнхенгладбах, ФРГ). Воздушную поддержку группе армий оказывало Второе объединённое тактическое авиационное командование.

## Эмблема
- Эмблемой СГА являлся франкский боевой топор, как символ отпора, данного западными европейцами нашествиям с востока — в 451 году римское войско, силы франков и других западноевропейских племен нанесли поражение войску Аттилы в битве на Каталаунских полях, остановив вторжение Гуннов в Галлию.

## Структура

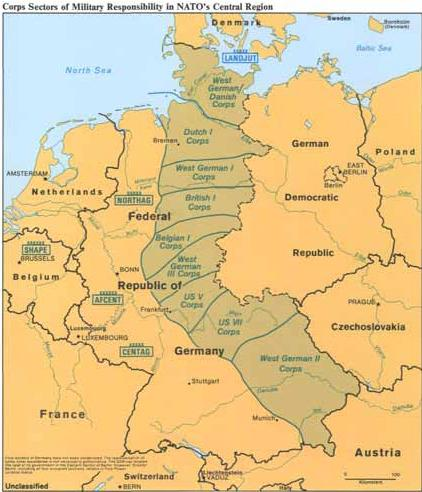
Зоны ответственности корпусов NATO — OTAN в Европе.

Структурно СГА входила в состав Союзных сил центральной Европы (AFCENT), подчинённой Верховному командованию Союзными силами в Европе (SHAPE). Командующим СГА являлся британский генерал, командующий также Британской армией на Рейне (BAOR). Начальником штаба являлся генерал-майор бундесвера с голландским или бельгийским генералом в качестве заместителя.
Зоной ответственности СГА являлась обширная Северогерманская низменность на участве от устья Эльбы до Касселя. Севернее располагались силы Объединённого командования сухопутных сил Шлезвиг-Гольштейна и Ютландии (COMLANDJUT). От Касселя до границы с Австрией располагалась Центральная группа армий НАТО (ЦЕНТАГ) в составе американских и немецких войск.
На 1989 год в состав СГА входили следующие силы:
- Силы СГА мирного времени
  - 13-я бельгийская телекоммуникационная рота
  - 28-й полк связи (Королевский корпус связи)
  - 840-й немецкий телекоммуникационный батальон
  - Голландская телекоммуникационная рота
  - Телекоммуникационная рота СГА (с вертолётной эскадрильей), в составе которой служили солдаты всех четырёх стран — ФРГ, Британии, Бельгии и Голландии
- Британская рейнская армия
  - 10-й полевой эскадрон, Королевский инженерный корпус (24 FV432, 12 FV103 Spartan, 9 FV180)
  - 40-я группа поддержки, Королевский инженерный корпус (24 FV432, 12 FV103 Spartan, 9 FV180)
  - 12-я группа Армейского воздушного корпуса
  - 30-я инженерная бригада, Стаффорд, ВБ.
    - 71-й шотландский инженерный полк
    - 72-й шотландский инженерный полк
    - 73-й шотландский инженерный полк
    - 74-й шотландский инженерный полк
    - 75-й шотландский инженерный полк
    - Королевский Монмутширский инженерный полк

  - 4-я группа связи
    - 13-й полк связи
    - 14-й полк связи (радиоэлектронная борьба)
    - 16-й полк связи
    - 21-й полк связи (организация авиаподдержки)
    - 28-й полк связи

  - 11-я бригада связи
    - 31-й полк связи
    - 33-й полк связи
    - 35-й полк связи

  - Берлинская пехотная бригада, Берлин.
    - Штаб бригады
    - 229-й эскадрон связи
    - 1-й батальон королевских Уэльских фузилёров
    - 1-й королевский полк
    - 1-й батальон легкой пехоты
    - Brixmis (Британская военная миссия при восточной администрации Берлина)
    - Эскадрон «С» 14-го/20-го Его Величества королевских гусаров (18 Чифтен)
    - 38-й полевой эскадрон Его Величества королевских гусаров
    - 7-я группа Армейского воздушного корпуса (3 «Газель»)
    - 46-я батарея ПВО

### 1-й голландский армейский корпус
Штаб корпуса и штабная рота, Апелдорн
- 105-й резервный разведывательный батальон (18 Леопард 2A4, 48 M113)
- 305-й батальон коммандос
- 101-й батальон связи
- 101-й батальон военной полиции
- 101-й рота военной разведки
- 101-я группа ПВО, Гардерен, Нидерланды
  - 15-й бронетанковый батальон ПВО (27 PRTL, 27 ПЗРК «Стингер»)
  - 25-й бронетанковый батальон ПВО (27 PRTL, 27 ПЗРК «Стингер»)
  - 35-й бронетанковый батальон ПВО (27 PRTL, 27 ПЗРК «Стингер»)
  - 45-й бронетанковый батальон ПВО (27 Bofors L60, 27 ПЗРК «Стингер»)
- 101-я инженерная группа
  - 11-й инженерный батальон
  - 41-й инженерный батальон
  - 102-й инженерный батальон (резерв)
  - 103-й инженерный батальон
  - 223-й инженерный батальон (резерв)
  - 462-й инженерный батальон
  - 101-й батальон мостоукладчиков
  - 101-я рота защиты от ядерного, биологического и химического оружия
  - 102-я тяжелая рота снабжения
  - 107-я транспортная рота
- 201-я инженерная группа (резерв)
  - 107-й инженерный батальон
  - 105-й батальон мостоукладчиков
  - 155-й батальон мостоукладчиков
  - 212-я тяжелая рота снабжения
  - 227-я транспортная рота
- Лёгкая авиационная группа
  - 298-я лёгкая авиационная эскадрилья (24 Alouette III)
  - 299-я лёгкая авиационная эскадрилья (24 MBB Bo 105)
  - 300-я лёгкая авиационная эскадрилья (24 Alouette III)
  - 302-я лёгкая авиационная эскадрилья (18 Alouette III)
  - Эскадрон материально-технического обеспечения.
- 1-я мотопехотная дивизия «7-е декабря», Арнем, Нидерланды
  - Штаб дивизии и штабная рота
  - 102-й разведывательный батальон (18 Леопард 1А5, 48 M113)
  - 11-я мотопехотная бригада
    - Штаб и штабная рота
    - 101-й бронетанковый батальон (61 Леопард 1А5, 12 AIFV)
    - 12-й мотопехотный батальон (70 YPR-765, 16x YPR-765 PRAT)
    - 48-й мотопехотный батальон (70 YPR-765, 16x YPR-765 PRAT)
    - 11-й конный артиллерийский батальон (20 M109A3)
    - 11-й бронированный противотанковый батальон (YPR-765 PRAT)
    - 11-я бронированный инженерная рота
    - 11-я бригадная рота снабжения
    - 11-я бригадная ремонтная рота
    - 11-я бригадная медицинская рота

  - 12-я мотопехотная бригада
    - Штаб и штабная рота
    - 59-й бронетанковый батальон (61 Леопард 1А5, 12 YPR-765)
    - 11-й мотопехотный батальон (70 YPR-765, 16x YPR-765 PRAT)
    - 13-й мотопехотный батальон (70 YPR-765, 16x YPR-765 PRAT)
    - 14-й полевой артиллерийский батальон (20 M109A3)
    - 12-й бронированный противотанковый батальон (YPR-765 PRAT)
    - 12-я бронированный инженерная рота
    - 12-я бригадная рота снабжения
    - 12-я бригадная ремонтная рота
    - 12-я бригадная медицинская рота

  - 13-я мотопехотная бригада
    - Штаб и штабная рота
    - 11-й бронетанковый батальон (52 Леопард 1А5, 12 YPR-765)
    - 49-й бронетанковый батальон (резервный) (52 Леопард 1А5, 12 AIFV)
    - 17-й мотопехотный батальон (70 YPR-765, 16x YPR-765 PRAT)
    - 12-й мотопехотный батальон (70 YPR-765, 16x YPR-765 PRAT)
    - 12-й полевой артиллерийский батальон (20 M109A3)
    - 13-я бронированный инженерная рота
    - 13-я бригадная рота снабжения
    - 13-я бригадная ремонтная рота
    - 13-я бригадная медицинская рота
- 4-я мотопехотная дивизия, Хардервейк, Нидерланды
  - Штаб дивизии и штабная рота
  - 103-й разведывательный батальон (18 Леопард 2A4, 48 M113)
  - 41-я бронетанковая бригада
    - Штаб и штабная рота
    - 41-й бронетанковый батальон (52 Леопард 2A4, 12 YPR-765)
    - 43-й бронетанковый батальон (52 Леопард 2A4, 12 YPR-765)
    - 42-й батальон (70 YPR-765, 16x YPR-765 PRAT)
    - 41-й полевой артиллерийский батальон (20 M109A3)
    - 41-я бронированный инженерная рота
    - 41-я бригадная рота снабжения
    - 41-я бригадная ремонтная рота
    - 41-я бригадная медицинская рота

  - 42-я мотопехотная бригада
    - Штаб и штабная рота
    - 57-й бронетанковый батальон (61 Леопард 2A4, 12 YPR-765)
    - 43-й мотопехотный батальон (70 YPR-765, 16x YPR-765 PRAT)
    - 45-й мотопехотный батальон (70 YPR-765, 16x YPR-765 PRAT)
    - 42-й полевой артиллерийский батальон (20 M109A3)
    - 42-й бронированный противотанковый батальон (YPR-765 PRAT)
    - 42-я бронированный инженерная рота
    - 42-я бригадная рота снабжения
    - 42-я бригадная ремонтная рота
    - 42-я бригадная медицинская рота

  - 43-я бригада
    - Штаб и штабная рота
    - 42-й бронетанковый батальон (61 Леопард 2A4, 12 YPR-765)
    - 41-й мотопехотный батальон (70 YPR-765, 16x YPR-765 PRAT)
    - 47-й мотопехотный батальон (70 YPR-765, 16x YPR-765 PRAT)
    - 43-й полевой артиллерийский батальон (20 M109A3)
    - 13-й бронированный противотанковый батальон (YPR-765 PRAT)
    - 43-я бронированный инженерная рота
    - 43-я бригадная рота снабжения
    - 43-я бригадная ремонтная рота
    - 43-я бригадная медицинская рота
- 5-я мотопехотная дивизия  (резервная), Апелдорн, Нидерланды
  - Штаб дивизии и штабная рота
  - 104-й разведывательный батальон (резервный) (18 Леопард 2A4, 48 M113)
  - 51-я бронетанковая бригада
    - Штаб и штабная рота
    - 12-й бронетанковый батальон (52 Леопард 2A4, 12 YPR-765)
    - 54-й бронетанковый батальон (52 Леопард 2A4, 12 YPR-765)
    - 16-й мотопехотный батальон (70 YPR-765, 16x YPR-765 PRAT)
    - 34-й полевой артиллерийский батальон (20 M109A3)
    - 51-я бронированный инженерная рота
    - 51-я бригадная рота снабжения
    - 51-я бригадная ремонтная рота
    - 51-я бригадная медицинская рота

  - 52-я мотопехотная бригада
    - Штаб и штабная рота
    - 52-й бронетанковый батальон (61 Леопард 1А5, 12 YPR-765)
    - 15-й мотопехотный батальон (70 YPR-765, 16x YPR-765 PRAT)
    - 44-й мотопехотный батальон (70 YPR-765, 16x YPR-765 PRAT)
    - 51-й полевой артиллерийский батальон (20 M109A3)
    - 52-й бронированный противотанковый батальон (YPR-765 PRAT)
    - 52-я бронированный инженерная рота
    - 52-я бригадная рота снабжения
    - 52-я бригадная ремонтная рота
    - 52-я бригадная медицинская рота

  - 53-я мотопехотная бригада
    - Штаб и штабная рота
    - 58-й бронетанковый батальон (61 Леопард 1А5, 12 YPR-765)
    - 14-й мотопехотный батальон (70 YPR-765, 16x YPR-765 PRAT)
    - 46-й мотопехотный батальон (70 YPR-765, 16x YPR-765 PRAT)
    - 13-й конный артиллерийский батальон (20 M109A3)
    - 53-й бронированный противотанковый батальон (YPR-765 PRAT)
    - 53-я бронированный инженерная рота
    - 53-я бригадная рота снабжения
    - 53-я бригадная ремонтная рота
    - 53-я бригадная медицинская рота

  - 101-я пехотная бригада (резервная), Den Dungen, Нидерланды
    - Штаб и штабная рота
    - 102-й мотопехотный батальон (70 YPR-765)
    - 132-й мотопехотный батальон (70 YPR-765)
    - 142-й пехотный батальон
    - 143-й пехотный батальон
- Голландский 1-й артиллерийский корпус, Стро, Нидерланды
  - Штаб и штабная рота
  - 101-й батальон артиллерийской разведки и целеуказания
  - 101-я артиллерийская группа
    - Штаб и штабная батарея
    - 109-й артиллерийский батальон (11 M270)
    - 119-й артиллерийский батальон (11 M270)
    - 129-й артиллерийский батальон (6 MGM-52 «Ланс»)

  - 102-я артиллерийская группа
    - Штаб и штабная батарея
    - 19-й артиллерийский батальон (16 M110)
    - 44-й артиллерийский батальон (20 M109A3)
    - 107-й артиллерийский батальон (16 M110)
    - 108-й артиллерийский батальон (16 M110)

  - 104-я артиллерийская группа (резерв)
    - Штаб и штабная батарея
    - 124-й артиллерийский батальон (24 M114)
    - 134-й артиллерийский батальон (24 M114)
    - 144-й артиллерийский батальон (24 M114)
- 3-я танковая дивизия (Бундесвер), Букстехуде, ФРГ
  - Штаб дивизии и штабная рота
  - 7-я мотопехотная бригада, Гамбург, ФРГ
    - Штаб и штабная рота (8 M577, 8 Luchs)
    - 71-й мотопехотный батальон (13 Леопард-1А5, 24 Marder, 12 M113
    - 72-й мотопехотный батальон (24 Marder, 6 Panzermörser M113, 23 M113
    - 73-й мотопехотный батальон (24 Marder, 6 Panzermörser M113, 23 M113
    - 74-й танковый батальон (41 Леопард 2A4, 12 M113)
    - 75-й артиллерийский батальон (18 M109A3G)
    - 70-я противотанковая рота (12 «Ягуар-2»)
    - 70-я инженерная рота
    - 70-я бригадная рота снабжения
    - 70-я бригадная ремонтная рота

  - 8-я танковая бригада, Люнебург, ФРГ
    - Штаб и штабная рота (8 M577, 8 Luchs)
    - 81-й танковый батальон (28 Леопард 2A4, 11 Marder, 12 M113)
    - 82-й мотопехотный батальон (35 Marder, 6 Panzermörser M113, 12 M113
    - 83-й танковый батальон (41 Леопард 2A4, 12 M113)
    - 84-й танковый батальон (41 Леопард 2A4, 12 M113)
    - 85-й бронеартиллерийский батальон (18 M109A3G)
    - 80-я противотанковая рота (12 «Ягуар»)
    - 80-я бронированный инженерная рота
    - 80-я бригадная рота снабжения
    - 80-я бригадная ремонтная рота

  - 9-я танковая бригада, Мюнстер, ФРГ
    - Штаб и штабная рота (8 M577, 8 Luchs)
    - 91-й танковый батальон (28 Леопард 2A4, 11 Marder, 12 M113)
    - 92-й мотопехотный батальон (35 Marder, 6 Panzermörser M113, 12 M113
    - 93-й танковый батальон (41 Леопард 2A4, 12 M113)
    - 94-й танковый батальон (41 Леопард 2A4, 12 M113)
    - 95-й бронеартиллерийский батальон (18 M109A3G)
    - 90-я противотанковая рота (12 «Ягуар»)
    - 90-я бронированный инженерная рота
    - 90-я бригадная рота снабжения
    - 90-я бригадная ремонтная рота

  - 3-й артиллерийский полк, Штаде, ФРГ
    - Штабная батарея
    - 31-й полевой артиллерийский батальон, Люнебург, (18 M110, 18 FH-70)
    - 32-й ракетный артиллерийский батальон, Дёрферден, (16 LARS-2, 16 M270)
    - 33-й батальон целеуказания, Штаде, (12 CL-89)

  - 3-й бронированный разведывательный батальон, Люнебург (34 Леопард-1А5, 10 Luchs, 18 TPz 1 Fuchs (9 — носители радаров RASIT))
  - 3-й батальон ПВО, Гамбург (Гепард)
  - 3-й инженерный батальон, Штаде (8 AVLB, 8 Pionierpanzer 1, 4 минных заградителя Skorpion, 12 мостокладчиков)
  - 3-я эскадрилья армейской авиации, Ротенбург (Вюмме), (10 Alouette II))
  - 3-й батальон связи, Букстехуде
  - 3-й медицинский батальон, Гамбург
  - 3-й батальон снабжения, Штаде
  - 3-й ремонтный батальон, Ротенбург (Вюмме)
  - 31-й, 32-й (Цефен), 33-й, 35-й (Ферден (Аллер)) 34-й (Ахим (Везер)) полевые ремонтные батальоны
  - 36-й егерский батальон (резерв), Цефен
  - 37-й егерский батальон (резерв), Мюнстер
  - 38-й охранный батальон (резерв), Цефен

### 1-й немецкий армейский корпус
- Штаб корпуса и штабная рота, Мюнстер, ФРГ
  - 100-я рота дальней разведки, Брауншвайг
  - 100-я рота полевых новостей
  - 110-й, 120-й, 130-й и 140-й полевые ремонтные батальоны.
  - 1-е артиллерийское командование, Мюнстер
    - Штабная рота
    - 150-й батальон ракетной артиллерии (6 MGM-52 «Ланс»)
    - 120-й батальон радиационной защиты
    - 100-й охранный батальон
    - 100-я батарея БПЛА

  - 1-е инженерное командование, Мюнстер
    - Штабная рота
    - 110-й инженерный батальон, Минден (8 AVLB, 8 Pionierpanzer 1, 4 минных заградителя Skorpion, 12 мостокладчиков)
    - 120-й инженерный батальон, Дёрферден (8 AVLB, 8 Pionierpanzer 1, 4 минных заградителя Skorpion, 12 мостокладчиков)
    - 130-й инженерный батальон, Минден
    - 140-й инженерный батальон, Эммерих-на-Рейне (8 AVLB, 8 Pionierpanzer 1, 4 минных заградителя Skorpion, 12 мостокладчиков)
    - 150-й инженерный батальон, Хёкстер (8 AVLB, 8 Pionierpanzer 1, 4 минных заградителя Skorpion, 12 мостокладчиков)
    - 160-й батальон мостоукладчиков, Минден
    - 170-й батальон мостоукладчиков (резервный), Дюнзен
    - 110-й батальон химической, биологической и ядерной защиты (резервный), Эмден

  - 1-е командование ПВО, Мюнстер
    - Штабная рота
    - 100-й полк ПВО, Вупперталь (36 «Роланд»)
    - 130-й полк ПВО (резервный), Гревен (24 Bofors L60)
    - 140-й полк ПВО (резервный), Гревен (24 Bofors L60)

  - 1-е авиационное командование, Райне
    - Штабная рота
    - 10-й полк армейской авиации (48 UH-1D, 5 Alouette II)
    - 15-й полк армейской авиации (32 CH-53G, 5 Alouette II)
    - 16-й полк армейской авиации (56 PAH-1, 5 Alouette II)
    - 100-я эскадрилья армейской авиации (резерв)
    - 102-я ремонтная эскадрилья армейской авиации

  - 1-е командование связи, Мюнстер
    - Штабная рота
    - 110-й батальон связи, Косфельд
    - 120-й батальон связи, Ротенбург (Вюмме)
    - 130-й батальон связи, Косфельд

  - 1-е ремонтное командование, Билефельд
    - Штабная рота
    - 110-й ремонтный батальон, Косфельд
    - 120-й ремонтный батальон, Райне
    - 130-й ремонтный батальон (резерв), Бад-Ротенфельде

  - 1-е командование снабжения, Райне
    - Штабная рота
    - 110-й батальон снабжения, Райне
    - 170-й транспортный батальон, Райне
    - 180-й транспортный батальон (резерв), Бад-Ротенфельде

  - 1-е медицинское командование, Мюнстер
    - Штабная рота
    - 110-й медицинский батальон (резерв), Удем
    - 120-й медицинский батальон (резерв), Охтруп
    - 130-й медицинский батальон (резерв), Фехта

  - 1-я танковая дивизия
    - Штаб дивизии, Ольденбург

  - 1-я мотопехотная бригада, Хильдесхайм, ФРГ
    - Штабная рота (8 M577, 8 Luchs)
    - 11-й мотопехотный батальон, Хильдесхайм (13 Леопард-1А5, 24 Marder, 12 M113
    - 12-й мотопехотный батальон, Остероде (24 Marder, 6 Panzermörser M113, 23 M113
    - 13-й мотопехотный батальон, Везендорф (24 Marder, 6 Panzermörser M113, 23 M113
    - 14-й танковый батальон (41 Леопард 2A4, 12 M113)
    - 15-й артиллерийский батальон, Штадтольдендорф (18 M109A3G)
    - 10-я противотанковая рота (12 «Ягуар-2»), Хильдесхайм
    - 10-я бронированный инженерная рота, Хольцминден
    - 10-я бригадная рота снабжения, Хильдесхайм
    - 10-я бригадная ремонтная рота , Хильдесхайм

  - 2-я танковая бригада, Брауншвайг, ФРГ
    - Штабная рота (8 M577, 8 Luchs)
    - 21-й танковый батальон, Брауншвайг (28 Леопард 2A4, 11 Marder, 12 M113)
    - 22-й мотопехотный батальон, Брауншвайг (35 Marder, 6 Panzermörser M113, 12 M113
    - 23-й танковый батальон, Брауншвайг (41 Леопард 2A4, 12 M113)
    - 24-й танковый батальон, Брауншвайг (41 Леопард 2A4, 12 M113)
    - 25-й артиллерийский батальон, Брауншвайг (18 M109A3G)
    - 20-я противотанковая рота (12 «Ягуар»), Брауншвайг]
    - 20-я бронированный инженерная рота, Брауншвайг
    - 20-я бригадная рота снабжения, Брауншвайг
    - 20-я бригадная ремонтная рота , Брауншвайг

  - 3-я танковая бригада, Нинбург, ФРГ
    - Штабная рота (8 M577, 8 Luchs)
    - 31-й танковый батальон, Нинбург (28 Леопард 2A4, 11 Marder, 12 M113)
    - 32-й мотопехотный батальон, Нинбург (35 Marder, 6 Panzermörser M113, 12 M113
    - 33-й танковый батальон, Нойштадт-ам-Рюбенберге (41 Леопард 2A4, 12 M113)
    - 34-й танковый батальон, Нинбург (41 Леопард 2A4, 12 M113)
    - 35-й артиллерийский батальон, Нойштадт-ам-Рюбенберге (18 M109A3G)
    - 30-я противотанковая рота (12 «Ягуар»), Нойштадт-ам-Рюбенберге
    - 30-я бронированный инженерная рота, Нинбург
    - 30-я бригадная рота снабжения, Нинбург
    - 30-я бригадная ремонтная рота , Нинбург

  - 1-й артиллерийский полк, Ганновер, ФРГ
    - Штабная батарея
    - 11-й полевой артиллерийский батальон, Ганновер, (18 M110, 18 FH-70)
    - 12-й ракетный артиллерийский батальон, Нинбург, (16 LARS-2, 16 M270)
    - 13-й батальон целеуказания, Вольфенбюттель, (12 CL-89)
    - 1-я пехотная батарея, Штайерберг
    - 1-й бронированный разведывательный батальон, Брауншвайг (34 Леопард-1А5, 10 Luchs, 18 TPz 1 Fuchs (9 — носители радарных установок RASIT))
    - 1-й батальон ПВО, Лангенхаген (36 Гепард)
    - 1-й инженерный батальон, Хольцминден (8 AVLB, 8 Pionierpanzer 1, 4 минных заградителя Skorpion, 12 мостокладчиков)
    - 1-я эскадрилья армейской авиации, Целле, (10 Alouette II))
    - 1-й батальон связи, Ганновер
    - 1-й медицинский батальон, Хильдесхайм
    - 1-й батальон снабжения, Ганновер
    - 1-й ремонтный батальон, Гизен
    - 11-й, 12-й (Бад-Ротенфельде), 13-й, (Минден), 15-й (Нойштадт-ам-Рюбенберге) полевые ремонтные батальоны
    - 16-й егерский батальон (резерв), Минден
    - 17-й егерский батальон (резерв), Гизен
    - 18-й охранный батальон (резерв), Гизен

  - 7-я танковая дивизия
    - Штаб дивизии, Унна

  - 19-я мотопехотная бригада, Ален, ФРГ
    - Штабная рота (8 M577, 8 Luchs)
    - 191-й мотопехотный батальон, Ален (13 Леопард-1А5, 24 Marder, 12 M113
    - 192-й мотопехотный батальон, Ален (24 Marder, 6 Panzermörser M113, 23 M113
    - 193-й мотопехотный батальон, Мюнстер (24 Marder, 6 Panzermörser M113, 23 M113
    - 194-й танковый батальон, Мюнстер (41 Леопард 2A4, 12 M113)
    - 195-й артиллерийский батальон, Мюнстер (18 M109A3G)
    - 190-я противотанковая рота (12 «Ягуар-2»), Мюнстер
    - 190-я бронированный инженерная рота, Ален
    - 190-я рота снабжения, Ален
    - 190-я ремонтная рота, Мюнстер

  - 20-я танковая бригада, Изерлон, ФРГ
    - Штабная рота (8 M577, 8 Luchs)
    - 201-й танковый батальон, Хемер (28 Леопард 2A4, 11 Marder, 12 M113)
    - 202-й мотопехотный батальон, Хемер (35 Marder, 6 Panzermörser M113, 23 M113)
    - 203-й танковый батальон, Хемер (41 Леопард 2A4, 11 Marder, 12 M113)
    - 204-й танковый батальон, Мюнстер (41 Леопард 2A4, 12 M113)
    - 205-й артиллерийский батальон, Дюльмен (18 M109A3G)
    - 200-я противотанковая рота (12 «Ягуар-1»), Вупперталь
    - 200-я бронированный инженерная рота, Хемер
    - 200-я рота снабжения, Унна
    - 200-я ремонтная рота, Унна

  - 21-я танковая бригада, Аугустдорф, ФРГ
    - Штабная рота (8 M577, 8 Luchs)
    - 211-й танковый батальон, Аугустдорф (28 Леопард 2A4, 11 Marder, 12 M113)
    - 212-й мотопехотный батальон, Аугустдорф (35 Marder, 6 Panzermörser M113, 12 M113
    - 213-й танковый батальон, Аугустдорф (41 Леопард 2A4, 12 M113)
    - 214-й танковый батальон, Аугустдорф (41 Леопард 2A4, 12 M113)
    - 215-й артиллерийский батальон, Аугустдорф (18 M109A3G)
    - 210-я противотанковая рота (12 «Ягуар»), Аугустдорф
    - 210-я бронированный инженерная рота, Аугустдорф
    - 210-я бригадная рота снабжения, Аугустдорф
    - 210-я бригадная ремонтная рота , Аугустдорф

  - 7-й артиллерийский полк, Дюльмен, ФРГ
    - Штабная батарея
    - 71-й полевой артиллерийский батальон, Дюльмен, (18 M110, 18 FH-70)
    - 72-й ракетный артиллерийский батальон, Вупперталь, (16 LARS-2, 16 M270)
    - 73-й батальон целеуказания, Дюльмен, (12 CL-89)
    - 7-я пехотная батарея, Дюльмен
    - 7-й бронированный разведывательный батальон, Аугустдорф (34 Леопард-1А5, 10 Luchs, 18 TPz 1 Fuchs (9 — носители радарных установок RASIT))
    - 7-й батальон ПВО, Боркен (36 Гепард)
    - 7-й инженерный батальон, Хёкстер (8 AVLB, 8 Pionierpanzer 1, 4 минных заградителя Skorpion, 12 мостокладчиков)
    - 7-я эскадрилья армейской авиации, Райне, (10 Alouette II))
    - 7-й батальон связи, Липпштадт
    - 7-й медицинский батальон, Хамм
    - 7-й батальон снабжения, Унна
    - 7-й ремонтный батальон, Унна
    - 71-й, 75-й (Падерборн), 72-й, 73-й, (Ален), 74-й (Менден) полевые ремонтные батальоны
    - 76-й егерский батальон (резерв), Пройсиш-Ольдендорф
    - 77-й егерский батальон (резерв), Падерборн
    - 78-й охранный батальон (резерв), Падерборн

  - 11-я мотопехотная дивизия
    - Штаб дивизии, Ольденбург

  - 31-я мотопехотная бригада, Ольденбург, ФРГ
    - Штабная рота (8 M577, 8 Luchs)
    - 311-й мотопехотный батальон, Фарель (13 Леопард-1А5, 24 Marder, 12 M113
    - 312-й мотопехотный батальон, Дельменхорст (24 Marder, 6 Panzermörser M113, 23 M113
    - 313-й мотопехотный батальон, Фарель (24 Marder, 6 Panzermörser M113, 23 M113
    - 314-й танковый батальон, Ольденбург (41 Леопард 2A4, 12 M113)
    - 315-й артиллерийский батальон, Вильдесхаузен (18 M109A3G)
    - 310-я противотанковая рота (12 «Ягуар-2»), Ольденбург
    - 310-я бронированный инженерная рота, Дельменхорст
    - 310-я рота снабжения, Ольденбург
    - 310-я ремонтная рота, Ольденбург

  - 32-я мотопехотная бригада, Шваневеде, ФРГ
    - Штабная рота (8 M577, 8 Luchs)
    - 321-й мотопехотный батальон, Шваневеде (13 Леопард-1А5, 24 Marder, 12 M113
    - 322-й мотопехотный батальон, Шваневеде (24 Marder, 6 Panzermörser M113, 23 M113
    - 323-й мотопехотный батальон, Шваневеде (24 Marder, 6 Panzermörser M113, 23 M113
    - 324-й танковый батальон, Шваневеде (41 Леопард 2A4, 12 M113)
    - 325-й артиллерийский батальон, Шваневеде (18 M109A3G)
    - 320-я противотанковая рота (12 «Ягуар-2»), Шваневеде
    - 320-я бронированный инженерная рота, Дёрферден
    - 320-я рота снабжения, Шваневеде
    - 320-я ремонтная рота, Шваневеде

  - 33-я танковая бригада, Целле, ФРГ
    - Штабная рота (8 M577, 8 Luchs)
    - 331-й танковый батальон, Аугустдорф (28 Леопард 2A4, 11 Marder, 12 M113)
    - 332-й мотопехотный батальон, Везендорф (35 Marder, 6 Panzermörser M113, 12 M113
    - 333-й танковый батальон, Целле (41 Леопард 2A4, 12 M113)
    - 334-й танковый батальон, Целле (41 Леопард 2A4, 12 M113)
    - 335-й артиллерийский батальон, Дедельсторф (18 M109A3G)
    - 330-я противотанковая рота (12 «Ягуар»), Дедельсторф
    - 330-я бронированный инженерная рота, Дедельсторф
    - 330-я бригадная рота снабжения, Целле
    - 330-я бригадная ремонтная рота , Целле

  - 11-й артиллерийский полк, Ольденбург, ФРГ
    - Штабная батарея
    - 111-й полевой артиллерийский батальон, Ольденбург, (18 M110, 18 FH-70)
    - 112-й ракетный артиллерийский батальон, Дельменхорст, (16 LARS-2, 16 M270)
    - 113-й батальон целеуказания, Дельменхорст, (12 CL-89)
    - 11-я пехотная батарея, Дельменхорст
    - 11-й бронированный разведывательный батальон, Мюнстер (34 Леопард-1А5, 10 Luchs, 18 TPz 1 Fuchs (9 — носители радарных установок RASIT))
    - 11-й батальон ПВО, Ахим (36 Гепард)
    - 11-й инженерный батальон, Дёрферден (8 AVLB, 8 Pionierpanzer 1, 4 минных заградителя Skorpion, 12 мостокладчиков)
    - 11-я эскадрилья армейской авиации, Ротенбург, (10 Alouette II))
    - 11-й батальон связи, Ольденбург
    - 11-й медицинский батальон, Лер
    - 11-й батальон снабжения, Дельменхорст
    - 11-й ремонтный батальон, Дельменхорст
    - 111-й, 112-й (Фарель), 112-й, (Ольденбург), 114-й (Шваневеде, 115-й Ходенхаген) полевые ремонтные батальоны
    - 116-й егерский батальон (резерв), Фарель
    - 117-й егерский батальон (резерв), Бремен
    - 118-й охранный батальон (резерв), Дельменхорст

  - 27-я авиадесантная бригада,
    - Штабная рота, Липпштадт
    - 271-й авиадесантный батальон, Изерлон
    - 272-й авиадесантный батальон, Вильдесхаузен
    - 273-й авиадесантный батальон, Изерлон
    - 274-й авиадесантный батальон (резерв), Изерлон
    - 270-я авиадесантная миномётная рота, Вильдесхаузен (16 120-мм миномётов)
    - 270-я авиадесантная инженерная рота, Минден
    - 270-я авиадесантная медицинская рота, Липпштадт
    - 270-я авиадесантная логистическая рота , Липпштадт

### 1-й британский армейский корпус
Штаб корпуса, Билефельд

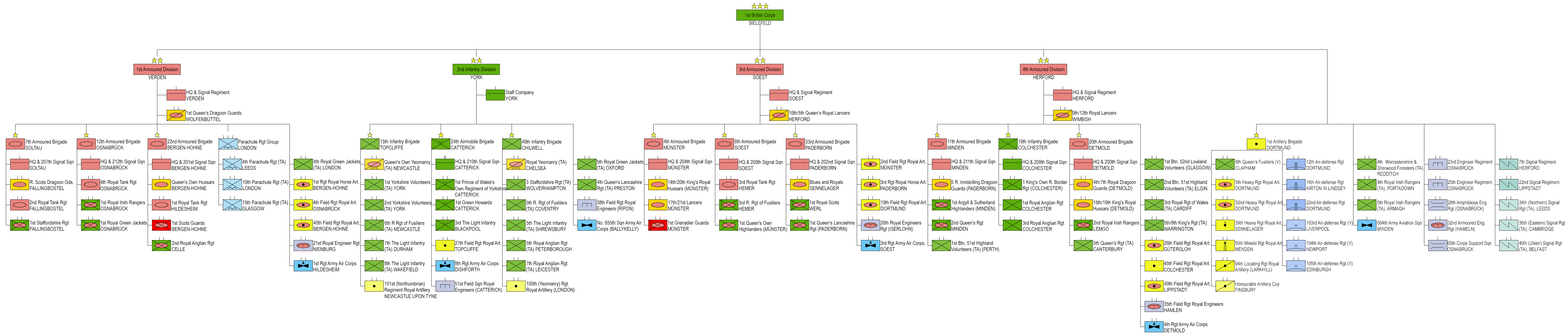
Структура 1-го британского корпуса в 1989

Командир Королевской артиллерии 1-го корпуса
- 1-я артиллерийская бригада, Дортмунд, ФРГ
  - 5-й тяжелый полк Королевской артиллерии[прим. 1], Дортмунд, (12 M107)
  - 32-й тяжелый полк Королевской артиллерии, Дортмунд, (12 M107)
  - 39-й тяжелый полк Королевской артиллерии, Sennelager, (24 M270)
  - 50-й ракетный полк Королевской артиллерии, Менден, (24 MGM-52 «Ланс»)
  - 94-й радиолокационный полк Королевской артиллерии, Larkhill (средства целеуказания)
  - 8-й батальон Её Величества фузилёрного полка, Чафам, ВБ
  - 12-й полк ПВО Королевской артиллерии, Дортмунд (24 самоходных и 24 стационарных ЗРК Rapier)
  - 16-й полк ПВО Королевской артиллерии, Kirton in Lindsey, ВБ (48 стационарных ЗРК Rapier)
  - 22-й полк ПВО Королевской артиллерии, Дортмунд (24 самоходных и 24 стационарных ЗРК Rapier)
  - 103-й (ланкаширский) полк ПВО Королевской артиллерии, Ливерпуль, ВБ (64 Javelin)
  - 104-й полк ПВО Королевской артиллерии, Ньюпорт, ВБ (80 Javelin)
  - 105-й (шотландский) полк ПВО Королевской артиллерии, Эдинбург, ВБ (80 Javelin)
  - Почётная артиллерийская рота, Финсбери

Командир Королевских инженеров 1-го корпуса
- 29-я инженерная бригада, Ньюкасл-апон-Тайн
- 23-й инженерный полк, Оснабрюк
- 25-й инженерный полк, Оснабрюк
- 28-й амфибийный инженерный полк, Оснабрюк (36 понтонных парков)
- 32-й бронетанковый инженерный полк, Гамельн (30 FV432, 12 FV103 Spartan, 9 FV180, 12 AVLB)
- 65-й эскадрон снабжения, королевские инженеры (20 M3 Amphibious Rig)

Дозорные силы (Силы пограничного корпуса надзора) (Screening Force (Corps Border Surveillance Force))
- 1-й Её Величества драгунский гвардейский полк, Вольфенбюттель (48 FV107 «Скимитар»)
- 16-й/5-й Её Величества королевский уланский полк, Херфорд (48 FV107 «Скимитар»)
- 664-я эскадрилья армейской авиации, Минден (12 «Газель»)

Командир связи 1-го корпуса
- 7-й полк связи, Херфорд
- 22-й полк связи, Липпштадт
- 1-я бронетанковая дивизия
  - Штаб дивизии и 207-й эскадрон связи, Ферден, ФРГ
  - 7-я бронетанковая бригада
    - Штаб бригады и 207-й эскадрон связи, Зольтау, ФРГ
    - Королевский шотландский драгунский гвардейский полк, Бад-Фаллингбостель (56 Челленджер)
    - 2-й королевский танковый полк, (56 Челленджер)
    - 1-й батальон Стаффордширского полка, Бад-Фаллингбостель (45 Уорриор, 26 FV432)

  - 12-я бронетанковая бригада
    - Штаб бригады и 212-й эскадрон связи, Оснабрюк, ФРГ
    - 4-й королевский танковый полк, Оснабрюк (57 Чифтен)
    - 1-й батальон Королевского ирландского рейнджерского полка, (71 FV432)
    - 1-й батальон Королевского полка зелёных курток, (71 FV432)

  - 22-я бронетанковая бригада
    - Штаб бригады и 201-й эскадрон связи, Берген-Хохне, ФРГ
    - Собственный Её Величества гусарский полк (Queen’s Own Hussars), Берген-Хохне (56 Челленджер)
    - 1-й королевский танковый полк, Хильдесхайм (57 Чифтен)
    - 1-й батальон Шотландского гвардейского полка, (71 FV432)
    - 2-й батальон Королевского английского полка, (71 FV432)

  - 1-й полк Королевской конной артиллерии, Берген-Хохне (24 «Эббот»))
  - 4-й полевой полк Королевской артиллерии, Оснабрюк (24 M109A2)
  - 40-й полевой полк Королевской артиллерии, Берген-Хохне (24 M109A2)
  - 21-й королевский инженерный полк, Нинбург (30 FV432, 12 FV103 Spartan, 9 FV180, 12 AVLB)
  - 1-й полк Корпуса армейской авиации, Хильдесхайм (24 «Линкс», 12 «Газель»)
  - 4-й батальон Королевского полка зелёных курток, Лондон, ВБ.
  - Парашютная полковая группа
    - 4-й батальон Парашютного полка, Лидс, ВБ
    - 10-й батальон Парашютного полка, Лондон, ВБ
    - 15-й батальон Парашютного полка, Глазго, ВБ

  - Почётная артиллерийская рота, Финсбери, ВБ (6 L118)
- 3-я бронетанковая дивизия
  - Штаб дивизии и полк связи, Зост, ФРГ
  - 4-я бронетанковая бригада
    - Штаб бригады и 204-й эскадрон связи, Мюнстер
    - 14-й/20-й Его Величества гусарский полк, Мюнстер (56 Челленджер)
    - 17-й/21-й уланский полк, Мюнстер (56 Челленджер)
    - 1-й батальон Гренадерского гвардейского полка, Мюнстер (45 Уорриор, 26 FV432)

  - 6-я бронетанковая бригада
    - Штаб бригады и 206-й эскадрон связи, Зост
    - 3-й королевский танковый полк, Хемер (56 Челленджер)
    - 3-й батальон Королевского полка фузилёров, Хемер (45 Уорриор, 26 FV432)
    - 1-й батальон Собственного Её Величества хайлендского полка (сифортский и камеронский), Мюнстер (71 FV432)

  - 33-я бронетанковая бригада
    - Штаб бригады и 202-й эскадрон связи, Падерборн
    - Королевский и синий полк, Зеннелагер (56 Челленджер)
    - 1-й батальон Королевского шотландского полка, (45 Уорриор, 26 FV432)
    - 1-й батальон Королевского ланкаширского полка, Падерборн (71 FV432)

  - 2-й полевой полк Королевской артиллерии, Мюнстер (24 M109A2)
  - 3-й полк королевской конной артиллерии, Падерборн (24 «Эббот»))
  - 19-й полевой полк Королевской артиллерии, Дортмунд (24 «Эббот»))
  - 26-й королевский инженерный полк, Изерлон (30 FV432, 12 FV103 Spartan, 9 FV180, 12 AVLB)
  - 3-й полк Корпуса армейской авиации, Зост (24 «Линкс», 12 «Газель»)
- 4-я бронетанковая дивизия
  - Штаб дивизии и полк связи, Херфорд, ФРГ
  - 11-я бронетанковая бригада
    - Штаб бригады и 211-й эскадрон связи, Минден
    - 5-й королевский иннискиллингский драгунский гвардейский полк, Падерборн (57 Чифтен)
    - 1-й батальон Аргайл-сатерлендского хайлендского полка, Минден (71 FV432)
    - 2-й батальон Её Величества полка[англ.], Минден (71 FV432)
    - 1-й батальон 51-го хайлендского добровольческого полка (территориальная армия), Перт, ВБ

  - 19-я пехотная бригада (бригада базировалась в Великобритании и присоединялась к 4-й бронетанковой дивизии через 48 часов после объявления мобилизации)
    - Штаб бригады и 209-й эскадрон связи, Колчестер, ВБ
    - Королевский гусарский полк (Royal Hussars (Prince of Wales’s Own)), Тидворт (57 Чифтен)
    - 1-й батальон Собственного Его Величества королевского пограничного полка (The King’s Own Royal Border Regiment), Колчестер (45 бронеавтомобилей Saxon)
    - 1-й батальон Королевского английского полка, Колчестер (45 Saxon)
    - 3-й батальон Королевского английского полка, Колчестер

  - 20-я бронетанковая бригада
    - Штаб бригады и 200-й эскадрон связи, Детмольд, ФРГ
    - 4-й/7-й королевский драгунский гвардейский полк, Детмольд (57 Чифтен)
    - 15-й/19-й Его Величества королевский гусарский полк, Детмольд (57 Чифтен)
    - 2-й батальон Королевского ирландского рейнджерского полка, Лемго (71 FV432)
    - 5-й (добровольческий) батальон Её Величества полка (Queen's Regiment), Кентербери, ВБ
    - 3-й батальон Королевского английского полка, Колчестер (45 Saxon)

  - 9-й/12-й королевский уланский полк, Уимбиш, ВБ (48 FV107 «Скимитар»)
  - 26-й полевой полк Королевской артиллерии, Гюстерло (24 M109A2)
  - 45-й полевой полк Королевской артиллерии, Колчестер (24 FH-70)
  - 49-й полевой полк Королевской артиллерии, Липсштадт, (24 M109A2)
  - 35-й королевский инженерный полк, Гамельн (30 FV432, 12 FV103 Spartan, 9 FV180, 12 AVLB)
  - 1-й батальон 52-го лоулендского добровольческого полка, Глазго, ВБ
  - 2-й батальон 51-го лоулендского добровольческого полка, Элгин, ВБ
  - 3-й батальон Королевского уэльского полка (Royal Regiment of Wales), Кардифф, ВБ
  - 5-й/8-й батальон Его Величества полка (King's Regiment), Уоррингтон, ВБ
  - 4-й полк Корпуса армейской авиации, Детмолд (24 «Линкс», 12 «Газель»)
- 2-я пехотная дивизия (дивизия базировалась в Йорке (Великобритания) и перебрасывалась в Европу в течение 72 часов после начала мобилизации)
  - Штаб дивизии и полк связи, Йорк
  - 15-я пехотная бригада, Топклифф, ВБ
    - Собственный Её Величества йоменский полк (территориальная армия, ТА), Ньюкасл-апон-Тайн (80 Фокс, 20 FV103 Spartan)
    - 1-й батальон Йоркширских добровольцев (ТА), Йорк
    - 2-й батальон Йоркширских добровольцев (ТА), Йорк
    - 6-й батальон Королевского полка фузилёров (ТА), Ньюкасл-апон-Тайн
    - 7-й батальон Лёгкого пехотного полка (ТА), Дарем
    - 8-й батальон Лёгкого пехотного полка (ТА), Wakefield

  - 101-й нортумбрийский полк Королевской артиллерии, Ньюкасл-апон-Тайн (18 FH-70, батарея Блоупайп)
  - 24-я аэромобильная бригада, Кеттерик, ВБ
    - Штаб бригады и 210-й эскадрон связи
    - 1-й батальон Собственного принца Уэльского Йоркширского полка[англ.], Кеттерик
    - 1-й батальон Собственного принца Уэльского Йоркширского полка, Кеттерик
    - 3-й батальон Лёгкого пехотного полка, Блэекпул
    - 27-й полевой полк Королевской артиллерии, Топклифф (24 FH-70)
    - 51-й полевой эскадрон Королевских инженеров, Кеттерик
    - 9-й полк корпуса армейской авиации, Dishforth (24 «Линкс», 12 «Газель»)

  - 49-я пехотная бригада, Чилуэлл, ВБ
    - Королевский йоменский полк территориальной армии (ТА), Челси (80 Фокс, 20 FV103 Spartan)
    - 3-й батальон Стаффордширского полка (ТА), Вулвергемптон
    - 5-й батальон Королевского полка фузилёров (ТА), Ковентри
    - 5-й батальон Лёгкого пехотного полка, Шрусбери
    - 5-й батальон Королевского английского полка (ТА), Питерборо
    - 7-й батальон Королевского английского полка (ТА), Лестер
    - 100-й йоменский полк Королевской артиллерии, Лондон (18 FH-70, батарея Блоупайп)

### 1-й бельгийский армейский корпус
Штаб корпуса, Кёльн, ФРГ
- Разведывательное командование корпуса, Бад-Арользен, ФРГ
  - 2-й рейнджерский полк, Люденшайд (40 Леопард 1А5, 8 M113)
  - 1-й рейнджерский полк, Бад-Арользен (24 FV107 «Скимитар», 24 Скорпион, 12 FV102 Striker, 12 FV103 Spartan)
  - 4-й конноегерский полк, Арнсберг (24 FV107 «Скимитар», 24 Скорпион, 12 FV102 Striker, 12 FV103 Spartan)
  - 1-я рота дальней разведки, Тройсдорф
- Артиллерийское командование корпуса, Верль, ФРГ
  - 3-й артиллерийский полк, Верль (4 MGM-52 «Ланс»)
  - 6-й артиллерийский полк, Люденшайд (18 M109A2)
  - 13-й артиллерийский полк (разведка и целеуказание), Бюрен
  - 17-й артиллерийский полк (18 M109A2)
  - 20-й артиллерийский полк, Верль (12 M110)
  - 72-й артиллерийский полк (12 М115)
  - 14-й батальон ПВО, Тройсдорф (27 Гепард)
  - 35-й батальон ПВО, Тройсдорф (27 Гепард)
- Инженерное командование корпуса, Кёльн, ФРГ
  - 1-й инженерный полк, Кёльн
  - 3-й полк мостоукладчиков, Кёльн
  - 6-й инженерный полк, Кёльн
  - 10-й инженерный полк, Аме
  - 17-й инженерный полк, Звейндрехт
  - 16-я авиационная эскадрилья, Кёльн (13 Alouette II)
  - 17-я авиационная эскадрилья, Верль (13 Alouette II)
  - 18-я авиационная эскадрилья, Мерцбрюк (13 Alouette II)
  - 3-й линейный полк (42 M113A1-B)
  - 14-й линейный полк (42 M113A1-B)
- 1-я мотопехотная дивизия
  - Штаб дивизии, Льеж, Бельгия
  - 1-я мотопехотная бригада, Леопольдсбург
    - 2-й уланский полк, Леопольдсбург (40 Леопард 1А5, 8 M113)
    - 1-й карабинерский полк, Леопольдсбург (42 AIFV-B)
    - Bevrijding Bataljon, Леопольдсбург (42 AIFV-B)
    - 18-й артиллерийский полк (18 M109A2)
    - 13-я противотанковая рота (12 Kanonenjagdpanzer, 12 M113A1-B-MIL (ПТРК «Милан»))
    - 68-я инженерная рота

  - 7-я мотопехотная бригада, Марш-ан-Фамен
    - 1-й уланский полк, Марш-ан-Фамен (40 Леопард 1А5, 8 M113)
    - 1-й арденский егерский полк, Марш-ан-Фамен (42 AIFV-B)
    - 12-й линейный полк, Спа (42 AIFV-B)
    - 1-й артиллерийский полк (18 M109A2)
    - 8-я противотанковая рота (12 Kanonenjagdpanzer, 12 M113A1-B-MIL (ПТРК «Милан»))
    - 67-я инженерная рота

  - 12-я мотопехотная бригада (резерв), Льеж
    - 3-й уланский полк, Altenrath (40 Леопард 1А5, 8 M113)
    - 2-й арденский егерский полк, Бастонь (42 M113-B)
    - 3-й карабинерский полк, Льеж (42 AIFV-B)
    - 15-й артиллерийский полк (18 M109A2)
    - 12-я противотанковая рота (12 Kanonenjagdpanzer))
    - 12-я инженерная рота
    - 12-я рота дальней разведки
- 16-я бронетанковая дивизия
  - Штаб дивизии, Арнсберг, ФРГ
  - 4-я мотопехотная бригада, Зост
    - 4-й уланский полк, Зост (40 Леопард 1А5, 8 M113)
    - 1-й гренадерский полк, Зост (42 AIFV-B)
    - 5-й линейный полк, Зост (42 AIFV-B)
    - 2-й артиллерийский полк, Зост (18 M109A2)
    - 9-я противотанковая рота (12 Kanonenjagdpanzer, 12 M113A1-B-MIL (ПТРК «Милан»))
    - 14-я инженерная рота

  - 17-я бронетанковая бригада, Зиген
    - 1-й полк des Guides, Зиген (40 Леопард 1А5, 8 M113A1-B)
    - 2-й полк des Guides, Арнсберг (40 Леопард 1А5, 8 M113A1-B)
    - 1-й карабинерский велосипедный батальон, Арнсберг (42 AIFV-B)
    - 2-й карабинерский велосипедный батальон, Зиген (42 AIFV-B)
    - 19-й конный артиллерийский полк, Зост (18 M109A2)
    - 2-я противотанковая рота (12 Kanonenjagdpanzer, 12 M113A1-B-MIL (ПТРК «Милан»))
    - 15-я инженерная рота

  - 10-я мотопехотная бригада (резерв), Лимбур
    - 8-й уланский полк, Altenrath (40 Леопард 1А5, 8 M113)
    - 2-й карабинерский полк, Лимбур (42 M113A1-B)
    - 4-й линейный полк, Лимбур (42 M113A1-B)
    - 74-й артиллерийский полк (18 M109A2)
    - 10-я противотанковая рота (12 Kanonenjagdpanzer))
    - 10-я инженерная рота
    - 10-я рота дальней разведки

В резерве группы находились:

### 3-й французский армейский корпус
- Штаб корпуса, Лилль, Франция
  - 1-й гусарский полк, Лилль (36 AMX-10RC, 12 VAB (ПТРК «HOT»))
  - 4-й артиллерийский полк, Mailly (6 ОТРК «Плутон»)
  - 7-й артиллерийский полк, Невер (8 РЛС «RASIT»)
  - 54-й артиллерийский полк, Йер (24 ЗРК «Роланд» на шасси AMX-30)
  - 58-й артиллерийский полк, Дуэ (24 ЗРК «Роланд» на шасси AMX-30)
  - 71-й инженерный полк, Oiselay-et-Grachaux
  - 72-й инженерный полк, Мурмелон-ле-Гран
  - 6-й полк боевых вертолётов, Margny-lès-Compiègne (16 Gazelle/HOT, 10 Gazelle/20-мм орудие, 8 «Пума»)
  - 51-й полк связи, Компьень
  - 58-й полк связи, Лан
  - 625-й полк обеспечения дорожного движения, Аррас
- Бригада материально-технического обеспечения
  - 517-й полк материального обеспечения, Вернон
  - 522-й полк материального обеспечения, Auenau
  - 3-й ремонтно-восстановительный полк, Бове
  - 4-й ремонтно-восстановительный полк, Фонтенбло
- 2-я бронетанковая дивизия
  - Штаб дивизии, Версаль
  - 2-й комендантский полк, Сатори
  - 2-й драгунский полк, авиабаза Laon-Couvron (54 AMX-30B2, 11 AMX-10RC)
  - 6-й кирасирский полк, Olivet (54 AMX-30B2, 11 AMX-10RC)
  - 501-й танковый полк, Рамбуйе (54 AMX-30B2, 11 AMX-10RC)
  - 1-й механизированный полк (Régiment de Marché de Tchad), Montlhéry (26 AMX-30B2, 24 AMX-10RC)
  - 5-й пехотный полк, Бини, (26 AMX-30B2, 24 AMX-10RC)
  - 39-й пехотный полк, Руан (70 VAB)
  - 1-й полк морской артиллерии, Montlhéry (24 AMX-30 AuF.1)
  - 40-й полк морской артиллерии, Suippes (24 AMX-30 AuF.1)
  - 5-й инженерный полк, Версаль
  - 2-й дивизионный осветительный эскадрон, Сен-Жермен-ан-Ле
  - 2-я противотанковая рота, Руан (12 VAB (ПТРК «HOT»)
- 10-я бронетанковая дивизия
  - Штаб дивизии, Шалон-ан-Шампань
  - 10-й коммендантский полк, Шалон-ан-Шампань
  - 2-й егерский полк, Верден (54 AMX-30B2, 11 AMX-10RC)
  - 4-й драгунский полк, Мурмелон-ле-Гран (54 AMX-30B2, 11 AMX-10RC)
  - 503-й танковый полк, Мурмелон-ле-Гран (54 AMX-30B2, 11 AMX-10RC)
  - 1-я истребительная группа, Реймс (26 AMX-30B2, 24 AMX-10RC)
  - 150-й пехотный полк, Верден (26 AMX-30B2, 24 AMX-10RC)
  - 151-й пехотный полк, Мец (70 VAB)
  - 3-й полк морской артиллерии, Верден (24 AMX-30 AuF.1)
  - 8-й артиллерийский полк, Коммерси (24 AMX-30 AuF.1)
  - 34-й инженерный полк, Эперне
  - 10-й дивизионный осветительный эскадрон, Мурмелон-ле-Гран
  - 10-я противотанковая рота, Мец (12 VAB (ПТРК «HOT»)
- 8-я пехотная дивизия
  - Штаб дивизии, Амьен
  - 8-й коммендантский полк, Амьен
  - 7-й егерский полк, Аррас (70 AMX-10RC)
  - 8-й пехотный полк, Нуайон (70 VAB)
  - 67-й пехотный полк, Суассон (70 VAB)
  - 94-й пехотный полк, Сиссон (70 VAB)
  - 41-й полк морской артиллерии, Ла-Фер (24 М-50)
  - 23-й инженерный полк, Уассель

### 3-й американский армейский корпус
Непосредственно в Европе дислоцировалась 3-я бригада 2-й бронетанковой дивизии. Личный состав остальных подразделений корпуса перебрасывались из США в ходе операции REFORGER (Return of forces to Germany). Корпус должен был присоединиться к СГА через несколько дней после начала боевых действий, получив технику со складов POMCUS в Бельгии, Голландии и ФРГ.
- 212-я артиллерийская бригада, Форт-Силл:
  - 2-й дивизион 17-го артиллерийского полка (24 M109A3)
  - 3-й дивизион 17-го артиллерийского полка (24 M109A3)
  - 3-й дивизион 18-го артиллерийского полка (24 M110)
  - 3-й дивизион 27-го артиллерийского полка (27 РСЗО M270)
- 1-я кавалерийская дивизия (Форт Худ, США)
  - 1-я бригада
    - 3-й батальон 32-го бронетанкового полка (М1 «Абрамс»[прим. 2])
    - 2-й батальон 8-го кавалерийского полка (М1 «Абрамс»)
    - 2-й батальон 5-го кавалерийского полка (M2 «Брэдли»)
    - 3-й батальон 141-го пехотного полка НГ шт. Техас (M2 «Брэдли»)

  - 2-я бригада
    - 1-й батальон 32-го бронетанкового полка (М1 «Абрамс»)
    - 1-й батальон 8-го кавалерийского полка (М1 «Абрамс»)
    - 1-й батальон 5-го кавалерийского полка (M2 «Брэдли»)

  - 155-я бронетанковая бригада НГ шт. Миссисипи
    - 1-й батальон 198-го бронетанкового полка (М1 «Абрамс»)
    - 2-й батальон 198-го бронетанкового полка (М1 «Абрамс»)
    - 1-й батальон 155-го пехотного полка (M2 «Брэдли»)
    - 1-й батальон 98-го кавалерийского полка (M2 «Брэдли»)

  - 4-я бригада (авиационная)
    - 1-я эскадрилья 7-го кавалерийского полка (40 M2 «Брэдли», 10 M113, 4 М106 (самоходный миномёт), 4 M577 (КШМ), 8 AH-1 «Кобра», 12 OH-58, 1 UH-1)
    - 1-й батальон 227-го авиационного полка (18 AH-64, 13 OH-58, 3 UH-1)
    - Рота «Д» 227-го авиационного полка (6 UH-1, 6 OH-58С, 6 OH-58D, 3 EH-60A)
    - Рота «Е» 227-го авиационного полка (15 UH-60A)

  - Артиллерия дивизии (DIVARTY)
    - 1-й дивизион 82-го артиллерийского полка (24 M109A3)
    - 3-й дивизион 82-го артиллерийского полка (24 M109A3)
    - 2-й дивизион 114-го артиллерийского полка НГ шт. Миссисипи (24 M109A3)
    - Батарея «А» 21-го артиллерийского полка (9 РСЗО M270)
    - Батарея «А» 333-го артиллерийского полка (Целеуказание)

  - Бригада снабжения (DISCOM)
  - 8-й инженерный батальон (8 M60 AVLB, 8 M728, 4 M88, 12 MAB (мостокладчики))
  - 4-й дивизион 5-го зенитного ракетно-артиллерийского полка (12 MIM-72 Chaparral, 27 M163, 60 ПЗРК «Стингер»)
  - 312-й батальон военной разведки (разведки и РЭБ)
  - 545-я рота военной полиции
  - 68-я рота химической защиты
- 2-я бронетанковая дивизия, (форт Худ, США)
  - 1-я бригада
    - 1-й батальон 67-го бронетанкового полка (М1 «Абрамс»)
    - 3-й батальон 67-го бронетанкового полка (М1 «Абрамс»)
    - 3-й батальон 41-го пехотного полка (M2 «Брэдли»)

  - 2-я бригада
    - 1-й батальон 66-го бронетанкового полка (М1 «Абрамс»)
    - 2-й батальон 252-го бронетанкового полка НГ шт. Северная Каролина (М1 «Абрамс»)
    - 2-й батальон 41-го пехотного полка (M2 «Брэдли»)
    - 4-й батальон 41-го пехотного полка (M2 «Брэдли»)

  - 3-я бригада, Остерхольц-Шармбек, ФРГ
    - 2-й батальон 66-го бронетанкового полка (М1 «Абрамс»)
    - 3-й батальон 66-го бронетанкового полка (М1 «Абрамс»)
    - 1-й батальон 41-го пехотного полка (M2 «Брэдли»)

  - 4-я бригада (авиационная)
    - 2-я эскадрилья 1-го кавалерийского полка (40 M2 «Брэдли», 10 M113, 4 М106, 4 M577, 8 AH-1 «Кобра», 12 OH-58, 1 UH-1)
    - 1-й батальон 227-го авиационного полка (18 AH-64, 13 OH-58, 3 UH-1)
    - Рота «Д» 3-го авиационного полка (6 UH-1, 6 OH-58С, 6 OH-58D, 3 EH-60A)
    - Рота «Е» 3-го авиационного полка (15 UH-60A)

  - Артиллерия дивизии (DIVARTY)
    - 1-й дивизион 3-го артиллерийского полка (24 M109A3)
    - 3-й дивизион 3-го артиллерийского полка (24 M109A3)
    - 4-й дивизион 3-го артиллерийского полка, Остерхольц-Шармбек, ФРГ (24 M109A3)
    - Батарея «А» 92-го артиллерийского полка (9 РСЗО M270)
    - Батарея «C» 26-го артиллерийского полка (Целеуказание)

  - Бригада снабжения (DISCOM)
  - 17-й инженерный батальон (8 M60 AVLB, 8 M728, 4 M88, 12 MAB (мостокладчики)), рота «Д» дислоцирована в Остерхольц-Шармбек, ФРГ
  - 2-й дивизион 5-го зенитного ракетно-артиллерийского полка (27 M163, 48 ПЗРК «Стингер»)
  - 552-й батальон военной разведки (разведки и РЭБ)
  - 503-я рота военной полиции
  - 44-я рота химической защиты
- 5-я механизированная дивизия (форт Полк, США)
  - 1-я бригада
    - 1-й батальон 70-го бронетанкового полка (М1 «Абрамс»)
    - 3-й батальон 70-го бронетанкового полка (М1 «Абрамс»)
    - 1-й батальон 61-го пехотного полка (M113)

  - 2-я бригада
    - 3-й батальон 77-го бронетанкового полка (М1 «Абрамс»)
    - 2-й батальон 152-го бронетанкового полка НГ шт. Алабама (54 М60 «Паттон-4»[прим. 3])
    - 3-й батальон 6-го пехотного полка (M113)
    - 4-й батальон 6-го пехотного полка (M113)

  - 256-я механизированная бригада НГ шт. Луизиана
    - 1-й батальон 156-го бронетанкового полка (54 М60 «Паттон-4»)
    - 2-й батальон 156-го пехотного полка (M113)
    - 3-й батальон 156-го пехотного полка (M113)
    - Рота «Е» 256-го кавалерийского полка (M2 «Брэдли»)

  - 4-я бригада (авиационная)
    - 4-я эскадрилья 12-го кавалерийского полка (40 M2 «Брэдли», 10 M113, 4 М106, 4 M577, 8 AH-1 «Кобра», 12 OH-58, 1 UH-1)
    - 1-й батальон 5-го авиационного полка (21 AH-1 «Кобра», 13 OH-58, 3 UH-1)
    - Рота «C» 5-го авиационного полка (6 UH-1, 6 OH-58С, 6 OH-58D, 3 EH-60A)
    - Рота «D» 5-го авиационного полка (15 UH-1)

  - Артиллерия дивизии (DIVARTY)
    - 4-й дивизион 1-го артиллерийского полка (24 M109A3)
    - 5-й дивизион 141-го артиллерийского полка (24 M109A3)
    - 1-й дивизион 141-го артиллерийского полка, НГ шт. Луизиана (24 M109A3)
    - Батарея «C» 21-го артиллерийского полка (9 РСЗО M270)
    - Батарея «H» 25-го артиллерийского полка (Целеуказание)

  - Бригада снабжения (DISCOM)
  - 7-й инженерный батальон (8 M60 AVLB, 8 M728, 4 M88, 12 MAB (мостокладчики))
  - 1-й дивизион 55-го зенитного ракетно-артиллерийского полка (12 MIM-72 Chaparral, 27 M163, 60 ПЗРК «Стингер»)
  - 105-й батальон военной разведки (разведки и РЭБ)
  - 5-я рота военной полиции
  - 45-я рота химической защиты
- 3-й бронекавалерийский полк
  - 1-й бронекавалерийский батальон (41 М1 «Абрамс», 40 M2 «Брэдли», 12 M113, 6 M106, 4 M577, 8 M109A3)
  - 2-й бронекавалерийский батальон (41 М1 «Абрамс», 40 M2 «Брэдли», 12 M113, 6 M106, 4 M577, 8 M109A3)
  - 3-й бронекавалерийский батальон (41 М1 «Абрамс», 40 M2 «Брэдли», 12 M113, 6 M106, 4 M577, 8 M109A3)
  - 4-й авиационный батальон (26 AH-64, 27 OH-58С, 18 UH-60A, 3 EH-60A))
  - 43-я инженерная рота
  - 66-я рота военной разведки
  - Батарея ПВО (9 M163, 12 ПЗРК «Стингер»)

Все перечисленные формирования в мирное время подчинялись вооружённым силам соответствующих стран. В случае начала войны командование корпусами автоматически передавалось штабу СГА.
Оказание воздушной поддержки было возложено на второе объединённое тактическое авиационное командование (2 ATAF). В случае войны штабы СГА и 2-го ОТАК переносились в Объединённый оперативный центр в Маастрихте (Маастрихтский ООЦ). В 1983 году было начато строительство Кастлегейтского постоянного военного штаба в Линнихе, Германия, для замены Маастрихтского ООЦ

## История
Штаб СГА был создан 1-го ноября 1952 года в Бад-Эйнхаузене, однако в 1954 году перенесён в Рейндален. Основой СГА стала британская 21-я группа армий, оккупировавшая во время Второй Мировой войны Северо-Германскую равнину. СГА отвечала за прикрытие границы ФРГ от Гамбурга до Касселя. Основными её противниками были силы Группа советских войск в Германии (ГСВГ), скорее всего: 2-я гвардейская танковая, 20-я гвардейская и 3-я общевойсковые армии. В ходе «Холодной войны» эта область стала считаться американцами одним из наиболее вероятных путей вторжения советских танковых сил в Западную Европу, так как районы южнее за счёт своего рельефа плохо подходили на эту роль. Другим возможным путём вторжения советских войск ими был обозначен знаменитый «фульдский коридор». В случае вторжения по Северо-Германской равнине ими предполагалось, что советские войска постараются выйти в низовья Рейна и Рур, а затем нанести удар на юг, окружив основные сил ЦЕНТАГ.
Назначенный командующим СГА в 1983 году сэр Найджел Багналл призвал отказаться от доминировавшей тогда идеи жёсткой обороны на границе с ГДР, выдвинув взамен идею стратегии «непозиционной обороны». Суть её заключалась в допущении прорыва советских танковых группировок в центральные районы ФРГ, после чего они должны были быть отрезаны фланговыми ударами и уничтожены.
Войска СГА приняли участие в кризисе в бывшей Югославии в конце 1992 года. В ноябре 1992 года силам ООН в Боснии и Герцеговине были приданы около сотни сотрудников штаба группы, оборудование и материальная поддержка.
СГА и 2 ОТАК были расформированы 24 июня 1993 года.

## Прочие факты
- Командующим СГА в 1965—1968 годах являлся сэр Джон Хекетт, автор известных романов о Третьей Мировой войне «Третья мировая война: Август 1985» (1978) и её дополнения «Третья Мировая война: Нерассказанная история» (1982)[2].
- Столкновению советского Первого Западного фронта и СГА в ходе Третьей Мировой войны посвящён роман Ральфа Питерса «Красная армия».